# Włodzimierz Dobrowolski (prezydent Włocławka)
Włodzimierz Dobrowolski – dymisjonowany kapitan Armii Imperium Rosyjskiego, prezydent Włocławka w latach 1867–1886. Brat powstańca styczniowego Michała Dobrowolskiego.
Był unitą, przeszedł na prawosławie.